# Oligodon erythrogaster
Oligodon erythrogaster este o specie de șerpi din genul Oligodon, familia Colubridae, descrisă de Boulenger 1907. Conform Catalogue of Life specia Oligodon erythrogaster nu are subspecii cunoscute.